# Knautia spectabilis
Knautia spectabilis är en tvåhjärtbladig växtart som beskrevs av Chassagne och Szabo. Knautia spectabilis ingår i släktet åkerväddar, och familjen Dipsacaceae. Inga underarter finns listade i Catalogue of Life.